# Hemmingsmark
Hemmingsmark est une localité de la commune de Piteå dans le comté de Norrbotten en Suède.

## Démographie
Sa population était de 365 habitants en 2020.